# ISO/IEC 646
ISO/IEC 646는 7비트의 문자 코드를 규정하는 국제 표준화 기구(ISO) 표준이며, 이것을 바탕으로 각 나라 언어판의 문자 코드가 규정된다.
미국의 규격인 ASCII를 국제화한 체제이다. 라틴 문자와 숫자를 중심으로 하는 공통 부분과, 각 나라 규격으로 자유롭게 할당할 수 있는 부분(ASCII에서는 기호에 해당)으로 나뉘어 있어 유럽 각 나라에서는 이 부분에 발음 구별 기호를 더해 문자를 할당하여 자국어의 문장을 인코딩할 수 있게 되어 있다.
현재는 유럽에서는 8비트 코드인 ISO/IEC 8859가 주류이기에, 이 규격은 그다지 많이 사용되지 않았다.

## 같이 보기
- ISO/IEC 2022